# Глена
Глена (фр. Glénat) насеље је и општина у централној Француској у региону Оверња, у департману Кантал која припада префектури Оријак.
По подацима из 2011. године у општини је живело 204 становника, а густина насељености је износила 8,41 становника/km². Општина се простире на површини од 24,27 km². Налази се на средњој надморској висини од 570 метара (максималној 747 m, а минималној 534 m).

## Демографија
| 1962. | 1968. | 1975. | 1982. | 1990. | 1999. | 2011. |
| ----- | ----- | ----- | ----- | ----- | ----- | ----- |
| 321   | 371   | 298   | 302   | 271   | 223   | 204   |

График промене броја становника у току последњих година